# Spoorlijn Lens - Don-Sainghin
De Spoorlijn Lens - Don-Sainghin is een Franse spoorlijn van Lens naar Sainghin-en-Weppes. De lijn is 16,9 km lang en heeft als lijnnummer 286 000.

## Geschiedenis
De lijn werd aangelegd door de Compagnie de Lille à Valenciennes en geopend in twee gedeeltes. Van Bauvin-Provin naar Don-Sainghin op 3 november 1879 en van Lens naar Bauvin-Provin op 1 december 1882. 

## Treindiensten
De SNCF verzorgt het personenvervoer op dit traject met TER treinen.
| Serie | Treinsoort | Route                                | Bijzonderheden |
| ----- | ---------- | ------------------------------------ | -------------- |
| K 51  | TER (SNCF) | Lille-Flandres – Don-Sainghin – Lens |                |
| C 51  | TER (SNCF) | Lille-Flandres – Don-Sainghin – Lens |                |

## Aansluitingen
In de volgende plaatsen is of was er een aansluiting op de volgende spoorlijnen:
Lens
RFN 281 000, spoorlijn tussen Lens  en Corbehem
RFN 283 300, lus van Méricourt
RFN 284 000, spoorlijn tussen Lens en Don-Sainghin
RFN 301 000, spoorlijn tussen Arras en Dunkerque
RFN 301 301, raccordement van Avion
RFN 301 610, stamlijn tussen Lens en Liévin
Sallaumines
RFN 284 306, raccordement van Sallaumines
Loison
RFN 286 606, stamlijn Loison-sous-Lens 1
RFN 286 608, stamlijn Loison-sous-Lens 2
Pont-à-Vendin
RFN 286 610, spoorlijn tussen Lens en Violaines
Bauvin-Provin
RFN 265 286, raccordement tussen Bauvin en Annœullin
RFN 285 000, spoorlijn tussen Hénin-Beaumont en Bauvin-Provin
Don-Sainghin
RFN 265 000, spoorlijn tussen Templeuve en Don-Sainghin
RFN 289 000, spoorlijn tussen Fives en Abbeville

## Elektrische tractie
De lijn werd in 1958 en 1959 geëlektrificeerd met een spanning van 25.000 volt 50 Hz.

## Galerij

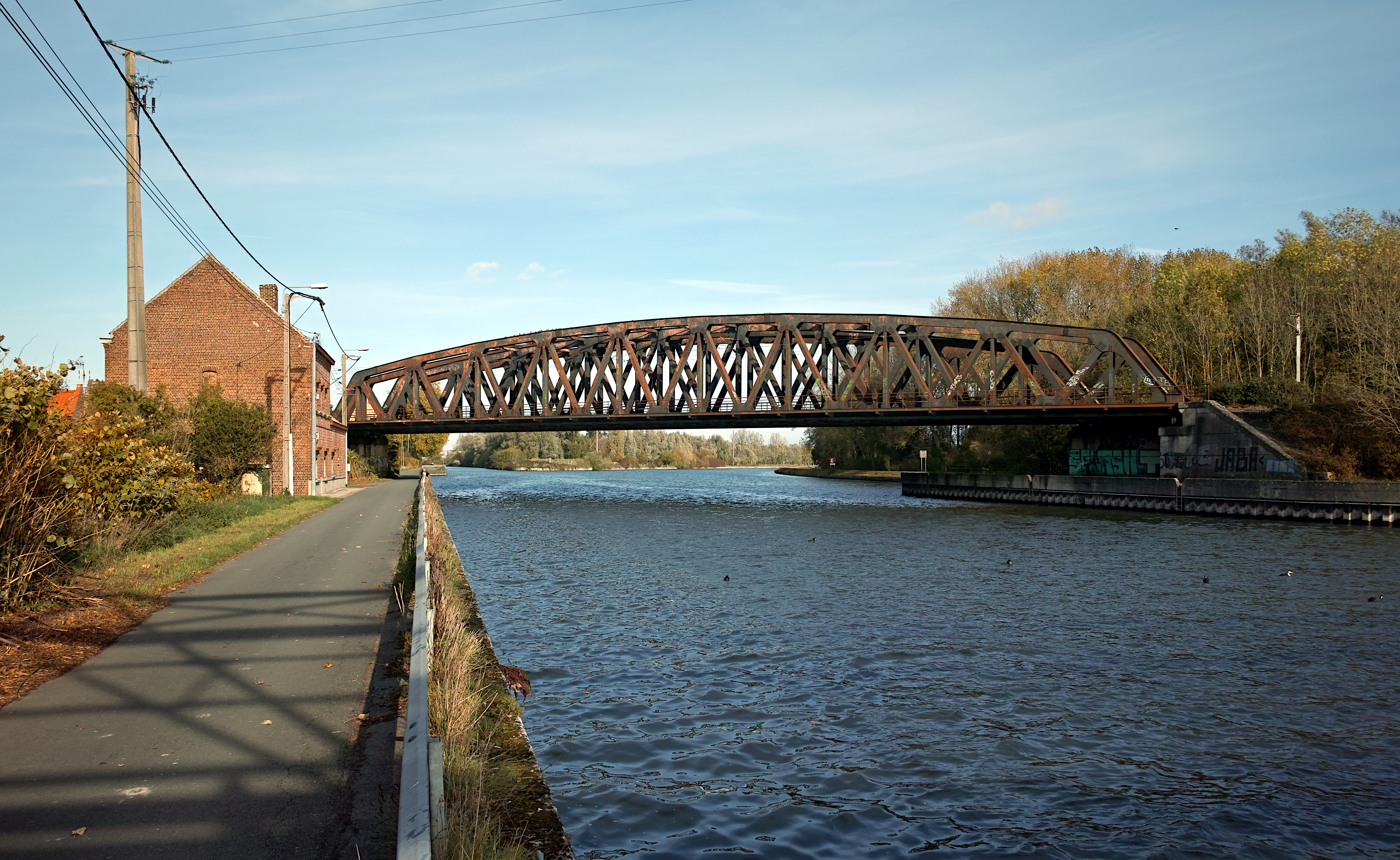
Spoorbrug over de Deûle
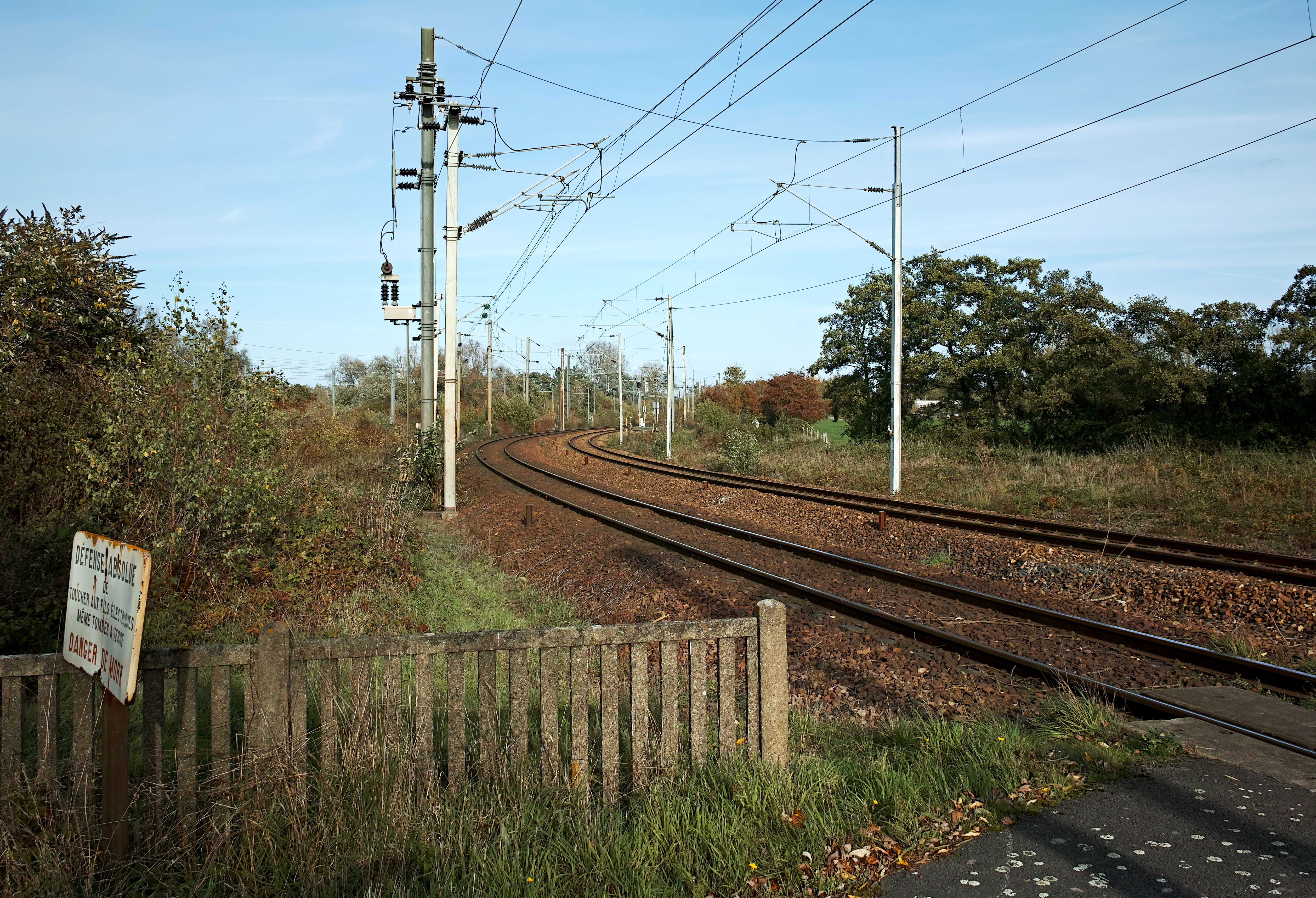
Overweg in Sainghin-en-Weppes
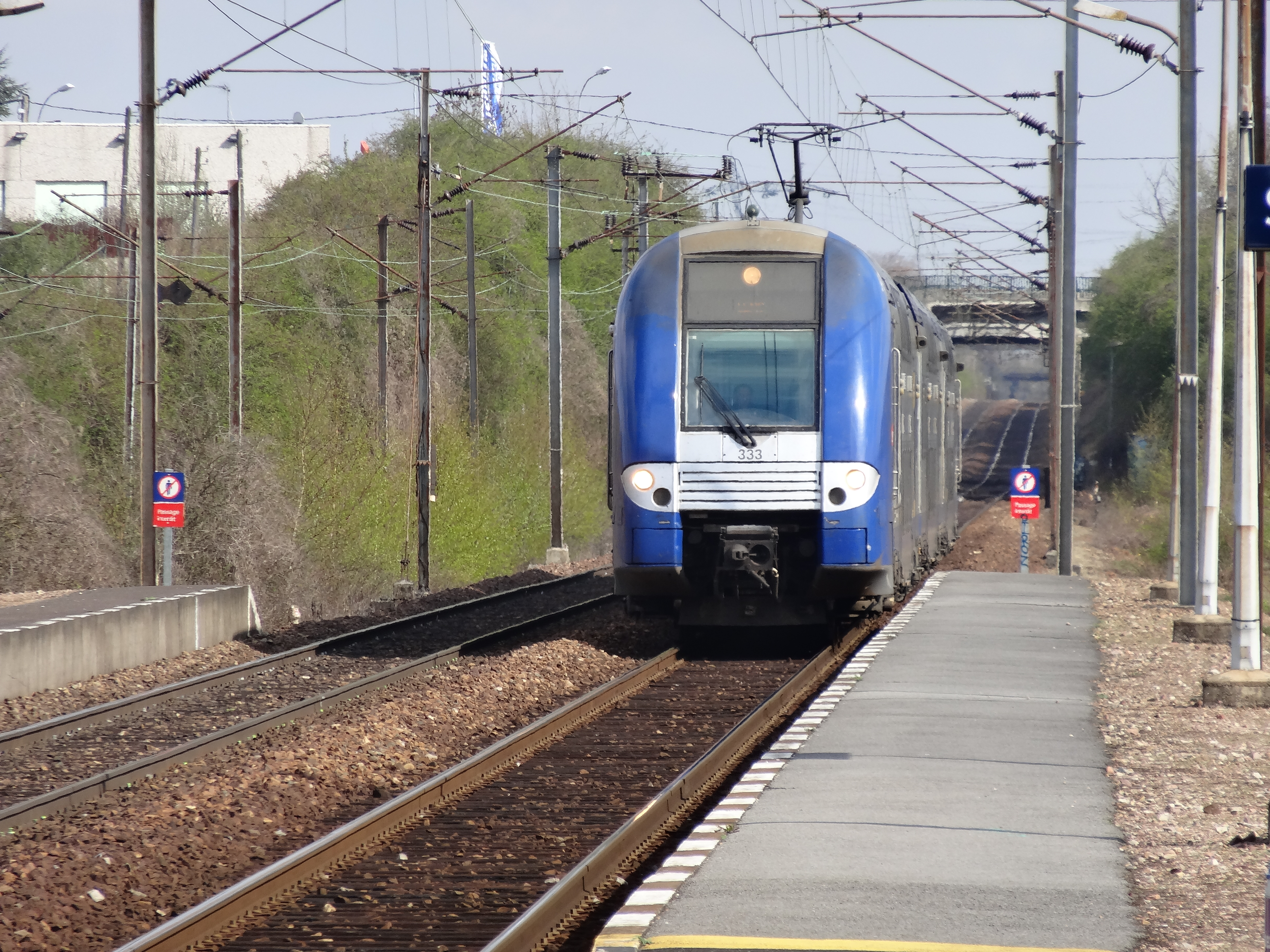
Station Loison